# 天理市立山の辺小学校
天理市立山の辺小学校（てんりしりつ やまのべしょうがっこう）は、奈良県天理市別所町にある公立小学校。

## 沿革
- 1966年（昭和41年）4月 - 天理市立原興小学校、天理市立豊井小学校、天理市立三島小学校、天理市立祝徳小学校の4校を統合して開校。当初は前身各校（原興小学校を除く）を豊井校舎・三島校舎・祝徳校舎として授業を行なった。
- 1968年（昭和43年） - 現在地に校舎竣工。
- 1968年（昭和43年）7月 - プール竣工。
- 1968年（昭和43年）11月6日 - 体育館竣工。この日を創立記念日とする。

建設予定地は天理教名京大教会の所有だったが、当時の天理教真柱、中山正善が前身校・三島小学校の出身だったこともあって、教会移転の上で小学校が建設されることになった。

## 通学区域
上仁興町、下仁興町、苣原町、滝本町、内馬場町、布留町、豊井町、 豊田町、　岩屋町、石上町、田部町、別所町、三島町が通学区域にあたる。
卒業生は基本的に天理市立北中学校に進学する。

## 周辺
- 天理市立北中学校
- 天理医学技術学校
- 天理別所郵便局
- 国道169号
- プライスカット天理北店
  - 駐車場には、夕方から夜にかけてサイカラーメンが屋台を出す（参照）。

## アクセス
- JR桜井線・近鉄天理線 天理駅から北東へ1.3km
- 奈良交通 別所バス停にて下車